# 가유희사
《가유희사》(家有喜事: All's Well, Ends Well)는 홍콩에서 제작된 고지삼 감독의 1992년 드라마 영화이다. 장국영 등이 주연으로 출연하였고 황바이밍 등이 제작에 참여하였다.
이 영화는 6개의 시퀄이 있다:
- 가유희사 2 - 화전희사 (1993년)
- 가유희사 1997 (1997년)
- 가유희사 2009 (2009년)
- 가유희사 2010 (2010년)
- 최강희사 (2011년)
- 팔성포희 (2012년)

## 출연

### 주연
- 장국영
- 주성치
- 황바이밍
- 장만옥

### 조연
- 오군여
- 모순균
- 이려진
- 황광량
- 관해산
- 진숙란
- 리샹친

## 기타
- 출품인: 나걸승
- 출품인: 황바이밍